# 브로콜리
브로콜리(영어: broccoli)는 배추속의 한 종류인 브라시카 올레라케아에 속하는 채소의 일종이다. 브로콜리는 교목으로서 많이 쓰이며 향기가 많이 나고 푸른 빛이 아름답다. 나무처럼 생겨나서 두껍고 질긴 가운데 부분을 주로 하고 피어나는 모양이다.  꽃 부분을 먹는 배추 중 한 종류가 이탈리아에서 품종개량되어 지금의 모습이 되었다. 콜리플라워는 브로콜리의 개량종이다.
상온에서도 모습이 변하지 않는 콜리플라워와 달리, 브로콜리는 수확 후 즉시 저온보관하지 않으면 변색되어 버리기 때문에 보존 기술이 발달하지 않았던 옛날에는 콜리플라워에 비해 유통량이 훨씬 적었다. 그러나 저온 유통 기술의 개발이나 가정용 냉장고의 보급에 의해 1980년대부터 브로콜리의 생산·유통이 급속도로 확대되었다.
브로콜리는 비타민 C가 풍부하며 항암 물질을 다량 함유하고 있다. 1번 조리해 먹을 때 30mg 이상의 비타민 C가 나온다고 한다.. 입 속에서 먹으면서 발생하는 3.3 - 디인돌리메탄은 브로콜리가 함유하고 있는 면역물질을 소화체계에서 분비함으로써 항암 치료를 돕는 역할을 한다고 한다. 브로콜리는 글루코사민을 갖고 있어 설포라판이라는 항암 물질을 끌어내는 역할을 하지만 10분 넘게 끓이게 되면 모든 영양소가 파괴된다. 브로콜리를 많이 먹으면 초기 암의 경우 예방 효과를 지닌다. 브로콜리 잎은 플로렛보다 훨씬 많은 카로틴을 함유한다.
브로콜리는 끓이거나 증기를 쐬서 익혀 먹지만 날 것으로도 많이 먹는다. 끓이는 것이 내재된 영양소 파괴에 영향을 주지만 대신에 증기를 쐬서 먹는 것은 다른 물질을 많이 뺏지 않으면서도 효험을 유지할 수 있다.
비타민 K가 다량 함유된 흔치 않은 음식물이기도 하며 대한민국에서는 살짝 데치거나 삶아서 초장이나 고추장에 찍어먹는 것이 흔하다.
또한 타임지가 선정한 세계 10대 푸드중 하나이기도 하다.

## 생산량
| 브로콜리 생산량 — 2017년 (콜리플라워 포함) | 브로콜리 생산량 — 2017년 (콜리플라워 포함) |
| 국가                                       | 생산량 단위: 100만톤                       |
| ------------------------------------------ | ------------------------------------------ |
| 중국                                       | 10.4                                       |
| 인도                                       | 8.6                                        |
| 미국                                       | 1.3                                        |
| 스페인                                     | 0.7                                        |
| 멕시코                                     | 0.7                                        |
| 이탈리아                                   | 0.4                                        |
| 전 세계                                    | 26.0                                       |
| 출처: 유엔 FAOSTAT                         |                                            |

## 효능

### 항산화제
브로콜리의 항산화 성분은 인체 건강에 가장 중요한 이점 중 하나일 수 있다. 항산화제는 자유 라디칼로 인한 세포 손상에 대항하는 분자다. 이로 인해 염증 반응이 감소하고 전반적인 건강 보호 효과가 나타날 수 있다. 소화되는 동안 브로콜리에는 설포라판이라는 항산화제로 전환되는 색소인 글루코라파닌이 많이 함유되어 있다. 브로콜리에는 루테인과 제아잔틴이 풍부하여 눈의 산화 스트레스와 세포 손상을 줄이는 데 도움이 될 수 있다.

### 소화 촉진 및 변비 감소
브로콜리는 섬유질과 항산화제가 풍부하여 건강한 위장관과 소화기 건강을 유지하는 데 도움이 될 수 있다. 소화기 건강의 두 가지 중요한 구성 요소는 좋은 장의 규칙성과 결장에 건강한 박테리아가 풍부하다는 것이다. 섬유질과 브로콜리와 같은 항산화 영양소가 풍부한 음식을 섭취하면 건강한 장 기능을 유지하는 데 도움이 될 수 있다. 브로콜리를 먹는 쥐에 대한 연구에서 연구자들은 식단이 결장의 염증을 감소시키고 장내 세균총에 유리한 변화를 일으킨다는 사실을 발견했다. 또 다른 연구에서 브로콜리는 섭취하지 않은 사람들보다 더 쉽게 배변을 돕는 것으로 나타났다.

### 뇌
브로콜리에는 정신 저하를 늦추고 적절한 뇌 및 신경 조직 기능을 촉진하는 데 도움이 될 수 있는 특정 영양소와 생리 활성 화합물이 포함되어 있다. 960명의 노인을 대상으로 한 연구에 따르면 브로콜리를 포함한 짙은 녹색 채소를 하루에 한 번 섭취하면 노화와 관련된 정신적 악화를 예방하는 데 도움이 될 수 있다. 또한, 브로콜리에서 발견되는 성분인 캠페롤을 투여받은 쥐는 뇌졸중과 유사한 사고 후 뇌 손상 및 신경 세포 염증의 위험이 감소했다.

### 치과 및 구강 건강
브로콜리는 풍부한 미네랄을 함유하고 있으며 그 중 일부는 치아 건강 및 예방 치료와 관련이 있다. 브로콜리는 치주 질환을 예방하는 것으로 여겨지는 두 가지 미네랄인 비타민 C와 칼슘이 풍부하다. 브로콜리에서 발견되는 플라보노이드인 Kaempferol도 치주염 예방에 도움이 될 수 있다. 브로콜리에는 설포라판이라는 화합물이 함유되어 있어 구강암에 걸릴 확률을 낮추는 것으로 알려져 있다. 추가 연구에 따르면 이 화학 물질은 이러한 종양이 발생할 위험을 줄일 수 있다.

## 사진

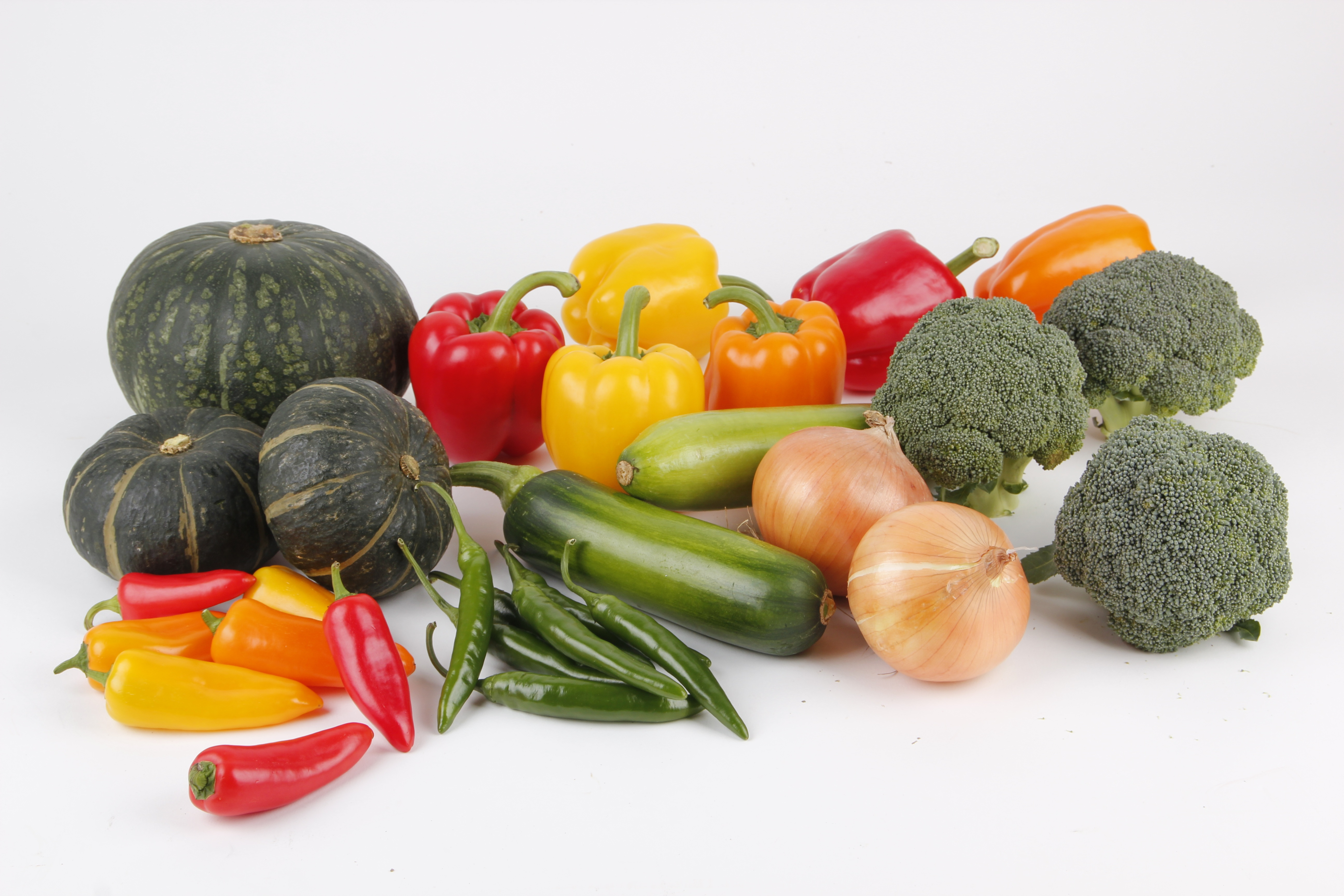
채소: 브로콜리
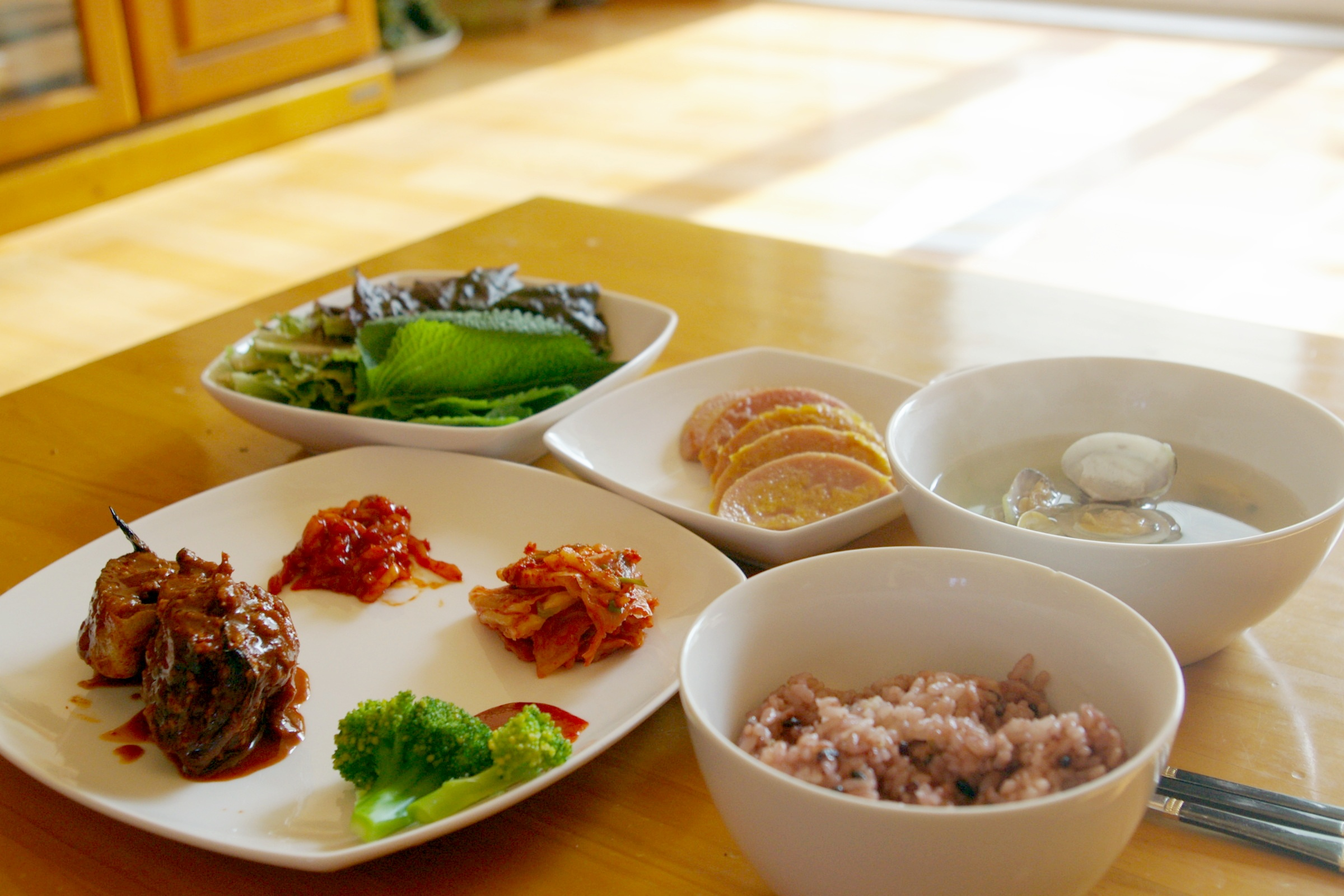
대한민국 밥 깻잎 상추 브로콜리

## 같이 보기
- 어린잎채소